# Karam Javān
Karam Javān (persiska: كَريمجَوان, كرم جوان, Karīmjavān) är en ort i Iran.   Den ligger i provinsen Östazarbaijan, i den nordvästra delen av landet, 500 km nordväst om huvudstaden Teheran. Karam Javān ligger 1 577 meter över havet och antalet invånare är 695.
Terrängen runt Karam Javān är en högslätt.Runt Karam Javān är det ganska glesbefolkat, med 35 invånare per kvadratkilometer. Närmaste större samhälle är Zarnaq, 3,1 km öster om Karam Javān. Trakten runt Karam Javān består i huvudsak av gräsmarker.